# Great Minds
Great Minds was een Nederlandse hiphop-supergroep bestaande uit rappers Jiggy Djé, Winne en Sticks en producer Dr. Moon. Hun enige album Great Minds kwam uit in 2013. Na een uitgebreide tour in 2013 en 2014 gingen de artiesten verder met hun solocarrières.

## Biografie
De groep, bestaande uit de rappers Sticks, Jiggy Djé en Winne en producer Dr. Moon, werd in 2013 gevormd. Ze reisden in maart naar Parijs om het album te schrijven en grotendeels op te nemen. Om het album te promoten werden er op YouTube afleveringen geplaatst in samenwerking met het hiphop-platform Puna. In de video's kon men de reis van de groep volgen.
In juni 2013 verscheen vervolgens het album Great Minds met gastbijdrages van onder andere Typhoon, Rico en Kleine Viezerik. Het album kwam binnen op nummer twee in de Album Top 100. Daarmee verbrak de groep het record van hoogst geplaatste alternatieve nederhopalbum in de Album Top 100. Tot 2013 was het album Eigen Wereld van Opgezwolle het hoogst genoteerde album.
De groep ging op een clubtour en gaf onder andere shows in Oosterpoort, 013, Melkweg en Tivoli. Daarnaast stonden ze op Lowlands 2013 en het Appelsap 2013 Festival in het Oosterpark in Amsterdam.
Als kers op de taart werd het album door 3voor12 genomineerd voor het 'beste album' van 2013. In maart 2014 ontving de groep vervolgens de FunX-award voor 'beste groep'.
In november van dat jaar kwam het nummer Altijd Op Tijd uit, als onderdeel van de documentaire Vanaf Nu. De groep stopte met het geven van shows en de rappers gingen weer door met hun solocarrières.
De groep kwam in 2017 eenmalig bij elkaar om een show te geven in de 013. Dit om geld op te halen voor de ernstig zieke Jermaine de Wind, die voor een behandeling naar het buitenland moest.

## Prijzen en nominaties
| Jaar | Award         | Categorie   | Muziek      | R   |
| ---- | ------------- | ----------- | ----------- | --- |
| 2013 | 3VOOR12 Award | Beste Album | Great Minds | Nom |
| 2014 | FunX Awards   | Beste Groep |             | Win |
| 2014 | Edisons       | Hiphop      | Great Minds | Nom |

## Discografie
Studioalbums
- Great Minds (2013)

Gastoptredens op verzamelalbums
| Jaar | Titel          | Album    |
| ---- | -------------- | -------- |
| 2014 | Altijd op Tijd | Vanaf Nu |